# Timor occidental
Pour les articles homonymes, voir Timor.
Le Timor occidental est la partie occidentale de l'île de Timor appartenant à l'Indonésie, l'autre partie, orientale, étant constituée de l'État souverain du Timor oriental. Il comporte au centre l'exclave d'Oecusse qui appartient au Timor oriental.
Le territoire du Timor occidental est intégré à la province indonésienne des Petites îles de la Sonde orientales contenant à l'origine quatre kabupaten (ou régence) : Kupang, Timor central Sud, Timor central Nord et Belu. La plus grande ville Kupang possède le statut spécial de kota (ou municipalité). En 2012, une cinquième kabupaten est créée à partir de la partie sud de Belu pour former Malaka.
Le partage de l'île a pour origine l'opposition entre les empires coloniaux des Pays-Bas et du Portugal au XVIIe siècle. La partie occidentale fait alors partie dès 1949 de la nouvelle république d'Indonésie à la suite de sa proclamation de l'indépendance. L'invasion indonésienne du Timor oriental en 1975  marque le point de départ d'une occupation violente de vingt-cinq années au cours de laquelle entre 60 000 et 100 000 soldats et civils est-timorais trouvent la mort. Le Timor occidental a été un refuge pour de nombreux réfugiés. Avec l'aide de l'ONU, le Timor oriental accède à l'indépendance en 2002 ce qui permet de stabiliser l'économie de la région.
Le port de Kupang permet à la région indonésienne de se tourner vers l'export notamment en direction de l'Australie.

## Histoire
De 1512 à 1643, soit pendant plus de 130 ans, toute l'ile de Timor sera une colonie Portugaise. En 1643, les Hollandais prennent possession du Timor Occidental, et l'ile est donc divisée entre deux puissances coloniales. La langue Portugaise disparaîtra de l'Ouest de l'ile dans les années 1930. Avec l'indépendance de l'Indonésie, en 1949, le Timor Occidental rejoint la fédération Indonésienne. 

## Société
Outre l'indonésien, la langue nationale, d'autres langues autochtones du groupe de langues austronésiennes sont parlées au Timor occidental comme le Uab Meto (en) parlé par les Atoni ou le Tetum, une des langues officielles du Timor oriental, parlé à Belu. La connaissance du néerlandais est désormais limitée aux générations plus âgées. La langue Portugaise a disparu vers 1930.
Au sein du pays très largement musulman, le christianisme est la religion majoritaire avec 97% de la population et seul 2,9% pour l'Islam. Du Vicariat apostolique missionnaire catholique du Timor néerlandais découlent l'archidiocèse métropolitain de Kupang et son diocèse suffragant d'Atambua.
Le Timor occidental a un taux de chômage moyen de 2,39%. 30% de la population vivait en dessous du seuil de pauvreté en 1998; en 2012, il est resté à 30%.
L'économie est principalement agricole, utilisant des méthodes de culture sur brûlis pour produire du maïs, du riz, du café, du coprah et des fruits. Une partie de la récolte du bois est entreprise, produisant de l'eucalyptus, du bois de santal, du teck, du bambou et du bois de rose.
La population du Timor occidental est très ancrée pour être pro-Indonésienne, alors que le Timor oriental a choisi d'être indépendant, tout en étant marqué par son passé colonial Portugais. Donc, il n'y a pas d'espoir de voir un jour l'ile de Timor être réunifiée en une seule entité. Au Timor occidental, assez tôt, il y eut un rejet du colonialisme Européen hollandais, mais cependant, ce territoire reste marqué par l'héritage portugais, qui remonte au XVIIe siècle (dont la religion chrétienne).